# Conrad von Kienitz
Friedrich Wilhelm Conrad von Kienitz (* 6. Oktober 1865 in Eisleben; † 12. April 1949 in Celle) war ein deutscher Reichsgerichtsrat.

## Leben
Kienitz trat 1888 in den preußischen Staatsdienst ein. 1903 erfolgte die Beförderung zum Landrichter. 1907 ernannte man ihn zum Landgerichtsrat. 1909 folgte die Ernennung zum Oberlandesgerichtsrat. 1917 kam er an das Reichsgericht. Er war tätig im III. Strafsenat und V. Strafsenat sowie im  VI. Zivilsenat. Ab 1927 betreute er das Nachschlagewerk des Reichsgerichts in Strafsachen. Er hatte als dienstältestes Mitglied die Leitung des III. Senats an Stelle des Senatspräsidenten, Reichsgerichtspräsidenten Bumke inne. 1933 wurde er pensioniert.

## Familie
- 1895 heiratete er eine Tochter des Generaldirektors der Altenhundem-Meggener Eisenwerke Leonard Schoen.[1]